# Sophie Blanchard
Marie Madeleine Sophie Armant (24. března 1778 Trois-Canons – 7. července 1819 Paříž) byla manželka Jean-Pierre Blancharda a první profesionální žena-pilot balonu, současně také první žena, která při leteckém neštěstí přišla o život.

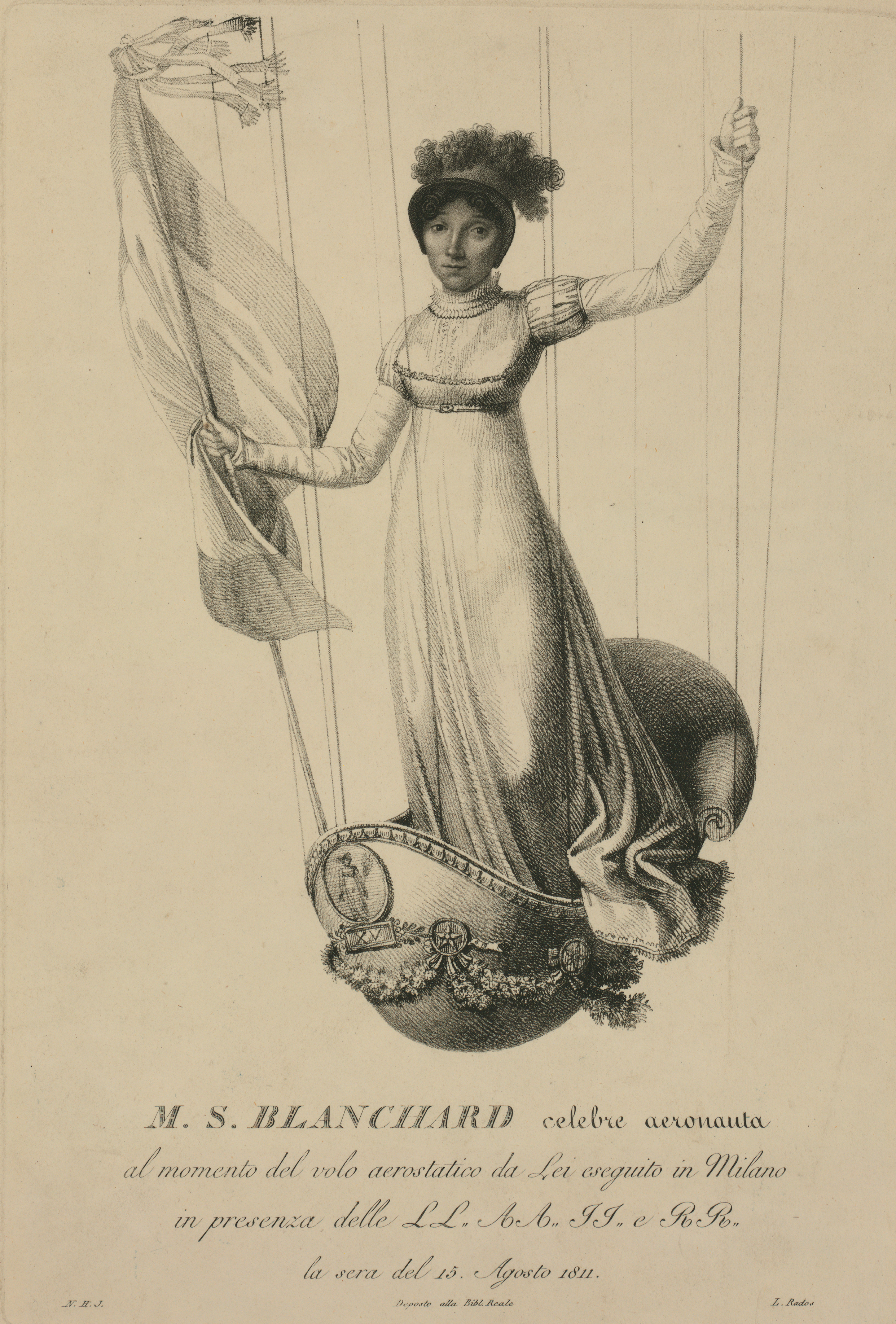
Sophie Blanchard,1811

Madeleine Sophie Armantová vyrůstala v hmotně dobře zajištěném prostředí rozvedeného manželství ve vesnici Trois-Canons (dpt. Charente-Maritime) v jihozápadní Francii. Roku 1804 jako šestadvacetiletá se provdala za balonového letce Jean-Pierre Blancharda. Létala spolu s manželem i samostatně. Společně oba manželé podnikli let z Calais do Doveru. Roku 1809 Blanchard při pádu balonu zahynul a Sophii zbyl jediný majetek – balony jejího muže. Za účelem obživy létala sama při slavnostních příležitostech a pro zvýšení atraktivity prováděla při letu artistické cviky na hrazdě zavěšené pod balonem. Takto zavěšená přeletěla roku 1810 celé pohoří Taunus, ale při letu utrpěla omrzliny a musela na celý další rok přerušit činnost.
Císař Napoleon I. jí přiznal titul „císařské aeronautky“ spojený s finančním zajištěním. Vystupovala jako veliká atrakce při sňatku císaře Napoleona I. s rakouskou arcivévodkyní Marií Louisou roku 1810 a také při oslavách narození Napoleona II. (Orlíka) roku 1811. Celkem podnikla samostatně 67 balonových letů. Na 7. července 1819 plánovala večerní let nad zábavním parkem Tivoli, spojeným s odpalováním ohňostroje z balonu. Jedna nálož však explodovala předčasně a balon začal hořet. Mnohatisícový dav na zemi považoval hořící balon za zvlášť povedenou část vystoupení a nadšeně tleskal a freneticky provolával slávu. Teprve až když hořící balon dopadl na pařížské domy a bylo nalezeno rozdrcené tělo Sophie Blanchardové, uvědomili si přihlížející, co se stalo. Po smrti známé pilotky uspořádali Pařížané sbírku na zřízení náhrobku ve tvaru balonové gondoly, který ještě dnes je možno obdivovat na jejím hrobě v hřbitově Pére Lachaise v Paříži.